# Richard Riehle
Richard Riehle (Menomonee Falls, 12 de maio de 1948) é um ator norte-americano, mais conhecido por seu papel de Walt Finnerty na série de comédia Grounded for Life da Fox, e por suas aparições em filmes como Casino e Office Space.

## Vida e carreira
Riehle nasceu em Menomonee Falls, Wisconsin, filho de Mary Margaret Walsh, uma enfermeira, e Hebert John Riehle (1921-1961), um assistente de correios. Frequentou a Universidade de Notre Dame, onde obteve seu diploma de bacharel em Discurso e Drama, e obteve mais tarde o mestrado em artes cênicas pela Universidade de Minnesota.
Seus créditos na televisão incluem Quantum Leap, Roseanne, Murder, She Wrote, L.A. Law, Ally McBeal, Buffy the Vampire Slayer, Chicago Hope, Diagnosis: Murder, Sabrina the Teenage Witch, The West Wing, ER, Married to the Kellys, Tremors, Boston Legal, Grounded for Life (45 episódios) eThe Young and the Restless. Riehle também participou como convidado em três das seis telesséries de Star Trek.